# Папа Еутицијан
Папа Еутицијан (умро 7. децембра 283.) био је бискуп Рима од 4. јануара 275. до своје смрти 283.
Његов оригинални епитаф је откривен у катакомбама Калиста (види Краус, Roma sotterranea, ст. 154), али се скоро ништа више није знало о њему. Чак и датум његовог понтификата је неизвестан. У Liber Pontificalis стоји да је понтификат трајао 8 година и 11 месеци, од 275. до 283. Евсевије Цезарејски, с друге стране, каже да његова владавина била само 10 месеци.
За Еутицијана се каже да је дозвољавао благослов грожђа и пасуља на олтару и да је сахранио 324 мученика својим рукама. Неки историчари сумњају у ове тврдње, јер није било прогона хришћана после смрти Аурелијана у 275. године и благосиљање производа са поља се верује да припада каснијем периоду.
Његов празник се одржава 8. децембра.